# Лука (Сали)
Лука (хорв. Luka) — населений пункт у Хорватії, у Задарській жупанії у складі громади Сали.

## Населення
Населення за даними перепису 2011 року становило 123 осіб.
Динаміка чисельності населення поселення:

## Клімат
Середня річна температура становить 15,34 °C, середня максимальна – 26,64 °C, а середня мінімальна – 4,13 °C. Середня річна кількість опадів – 813 мм.
| Клімат поселення                              | Клімат поселення | Клімат поселення | Клімат поселення | Клімат поселення | Клімат поселення | Клімат поселення | Клімат поселення | Клімат поселення | Клімат поселення | Клімат поселення | Клімат поселення | Клімат поселення | Клімат поселення |
| Показник                                      | Січ.             | Лют.             | Бер.             | Квіт.            | Трав.            | Черв.            | Лип.             | Серп.            | Вер.             | Жовт.            | Лист.            | Груд.            |                  |
| Середній максимум, °C                         | 12,00            | 11,65            | 13,13            | 16,42            | 21,34            | 25,58            | 26,64            | 26,37            | 21,98            | 18,82            | 14,72            | 11,80            |                  |
| Середня температура, °C                       | 8,24             | 7,88             | 9,36             | 12,65            | 17,57            | 21,80            | 24,34            | 24,09            | 19,71            | 16,53            | 12,44            | 9,49             |                  |
| Середній мінімум, °C                          | 4,46             | 4,13             | 5,61             | 8,90             | 13,80            | 18,03            | 22,04            | 21,80            | 17,42            | 14,24            | 10,16            | 7,21             |                  |
| Норма опадів, мм                              | 70               | 58               | 61               | 65               | 58               | 51               | 28               | 47               | 91               | 99               | 98               | 87               |                  |
| Середньомісячна швидкість вітру, м/с          | 3.04             | 3.16             | 3.32             | 3.13             | 2.73             | 2.53             | 2.53             | 2.43             | 2.66             | 2.83             | 3.47             | 3.32             |                  |
| Середньомісячна сонячна радіація, кДж/м²·день | 5060             | 7854             | 11575            | 16454            | 20848            | 23101            | 24765            | 21396            | 15780            | 10066            | 5506             | 4343             |                  |
| --------------------------------------------- | ---------------- | ---------------- | ---------------- | ---------------- | ---------------- | ---------------- | ---------------- | ---------------- | ---------------- | ---------------- | ---------------- | ---------------- | ---------------- |
| Джерело:                                      |                  |                  |                  |                  |                  |                  |                  |                  |                  |                  |                  |                  |                  |